# Carlos Alberto Mejía
Carlos Alberto Mejía Cruz (San Pedro Sula, Honduras; 23 de marzo de 1997) es un futbolista hondureño. Juega de centrocampista y su equipo actual es el Real España de la Liga Nacional de Fútbol de Honduras. Es internacional absoluto por la selección de Honduras desde 2022.

## Trayectoria
Llegó al Real España en 2019 proveniente del Atlético Choloma, luego de una crisis como jugador incluso pensando en el retiro a los 17 años. Se consolidó en el equipo titular en la Liga Nacional de Fútbol de Honduras, y ya en 2022 fue seleccionado hondureño.

## Selección nacional
Debutó en la selección de Honduras el 27 de septiembre de 2022 ante Guatemala por un encuentro amistoso.

## Estadísticas
Actualizado al último partido disputado el 27 de noviembre de 2022
| Club                 | Div.          | Temporada     | Liga  | Liga  | Copas nacionales | Copas nacionales | Copas internacionales | Copas internacionales | Total | Total |
| Club                 | Div.          | Temporada     | Part. | Goles | Part.            | Goles            | Part.                 | Goles                 | Part. | Goles |
| -------------------- | ------------- | ------------- | ----- | ----- | ---------------- | ---------------- | --------------------- | --------------------- | ----- | ----- |
| Real España Honduras | 1.ª           | 2019-20       | 7     | 0     | —                | —                | —                     | —                     | 7     | 0     |
| Real España Honduras | 1.ª           | 2020-21       | 18    | 0     | —                | —                | —                     | —                     | 18    | 0     |
| Real España Honduras | 1.ª           | 2021-22       | 24    | 0     | —                | —                | —                     | —                     | 24    | 0     |
| Real España Honduras | 1.ª           | 2022-23       | 17    | 0     | —                | —                | 8                     | 1                     | 25    | 1     |
| Real España Honduras | Total club    | Total club    | 66    | 0     | 0                | 0                | 8                     | 1                     | 74    | 1     |
| Total carrera        | Total carrera | Total carrera | 66    | 0     | 0                | 0                | 8                     | 1                     | 74    | 1     |